# Appareil respiratoire filtrant
Pour les articles homonymes, voir ARF.

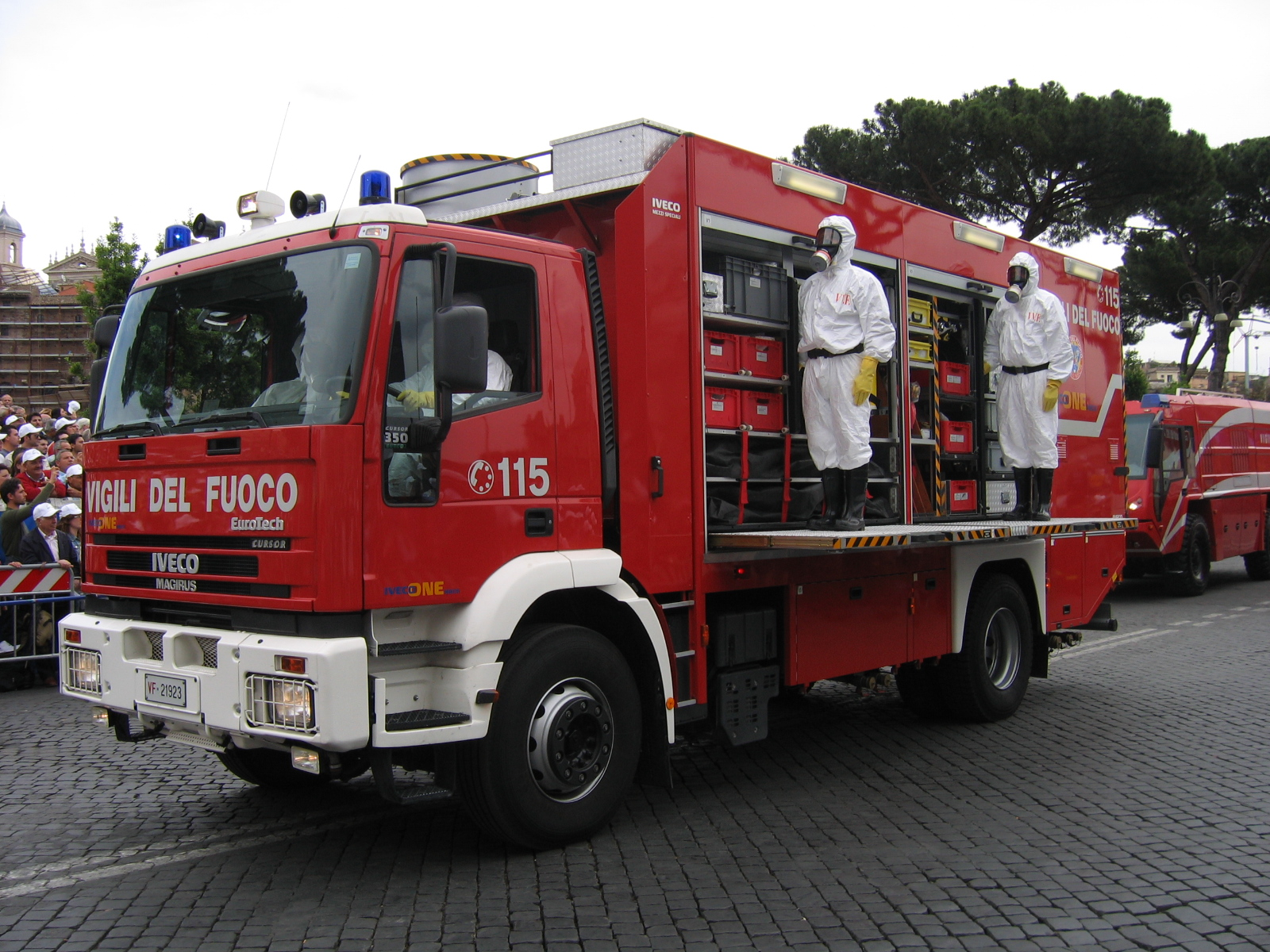
Sapeurs-pompiers italiens en tenue anti-contamination, parade de Rome, 2 juin 2006

Un appareil respiratoire filtrant (ARF) est un dispositif étanche de protection des voies respiratoires, filtrant l'air inspiré susceptible d'être toxique. Le type le plus connu est le masque à gaz, qui est à usage militaire.
Par rapport à un appareil respiratoire isolant, l'appareil filtrant est compact et léger, il peut donc se transporter facilement, mais il ne peut protéger que contre un type d'agression respiratoire déterminé, il est donc spécifique à un danger, à un environnement.

## Description
L'appareil respiratoire filtrant se compose d'un masque étanche ou d'une cagoule, et d'une cartouche de filtrage. Cette cartouche contient un filtre adapté à un ou plusieurs gaz toxiques. L'appareil respiratoire filtrant protège donc :
- des poussières et particules, à l'instar d'un masque anti-poussière ;
- d'un type de gaz donné, selon le type de filtre.

Par contre, il ne protège pas :
- de la chaleur des gaz, pouvant provoquer des brûlures des voies aériennes ;
- de l'asphyxie lorsque l'air ne contient plus assez de dioxygène.

Les cartouches sont identifiées par un code et une bande de couleur

## Filtres aérosols
Sur une cartouche la catégorie sera indiquée par une bande blanche sur laquelle sera inscrite le type de filtre.
| Code | Description                                                                         |
| ---- | ----------------------------------------------------------------------------------- |
| P1   | Arrêtent au moins 80 % de cet aérosol (soit une pénétration inférieure à 20 %)      |
| P2   | Arrêtent au moins 94 % de cet aérosol (soit une pénétration inférieure à 6 %)       |
| P3   | Arrêtent au moins 99,95 % de cet aérosol (soit une pénétration inférieure à 0,05 %) |

Les filtres aérosols se bouchent mais la capacité de filtration n'est pas altérée, il convient donc de les changer lorsque le passage de l'air est difficile pour l'utilisateur.

## Filtres anti-gaz
Le marquage de la catégorie se fera par une bande de couleur sur laquelle est indiqué le code correspondant.
| Code  | Couleur          | Toxique                                                         |
| A     | Brune            | gaz et vapeurs organiques (point d’ébullition > 65° C)          |
| AX    | Brune            | gaz et vapeurs organiques (point d’ébullition < 65° C)          |
| B     | Grise            | gaz et vapeurs inorganiques* (chlore, hydrogène sulfuré)        |
| E     | Jaune            | Dioxyde de soufre et vapeurs acides                             |
| K     | Verte            | Ammoniac et composés aminés                                     |
| CO    | ø                | Monoxyde de carbone                                             |
| Hg P3 | Rouge et blanche | vapeurs mercurielles                                            |
| NO P3 | Bleue et blanche | vapeurs nitreuses                                               |
| SX    | Violet           | Gaz spécifiques désignés par le fabricant (bien lire la notice) |

*Sauf CO
Les filtres sont ensuite séparés en trois catégories selon leur autonomie:
| Catégorie 1 | Faible capacité (Galette)    |
| Catégorie 2 | Capacité moyenne (Cartouche) |
| Catégorie 3 | Capacité importante (Bidon)  |

Un filtre se lira ensuite selon la combinaison de tous ces codes. Par exemple un filtre AE1P2 sera un filtre faible capacité efficace contre les gaz et vapeur organiques, le dioxyde de soufre et les vapeurs acides et arrête au moins 80 % de l'aérosol.
Pour la lutte contre les feux de forêt, les sapeurs-pompiers français disposent d'un « lot de repli » contenant une cagoule filtrante au cas où ils seraient piégés hors de leur véhicule.